# Borislav Ivkov
Borislav (Boris) Ivkov (serbisch-kyrillisch Борислав Ивков; * 12. November 1933 in Belgrad; † 14. Februar 2022 ebendort) war ein jugoslawischer, später serbischer Schach-Großmeister und jahrzehntelang einer der führenden Schachspieler in Jugoslawien.

## Leben

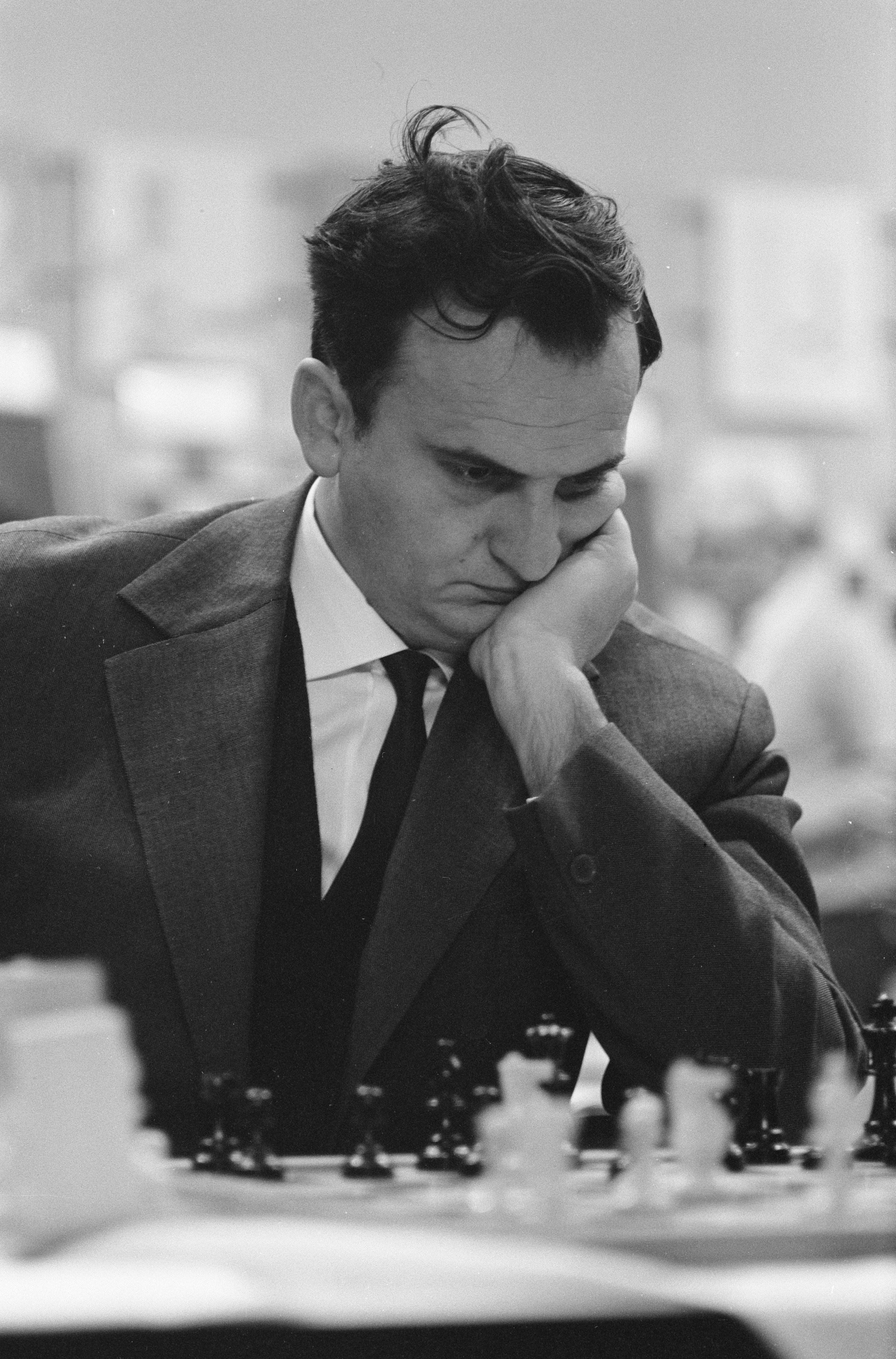
Borislav Ivkov, 1963

Bereits als 14-Jährigem gelang es ihm, Jugendmeister Jugoslawiens zu werden, zwei Jahre später errang er den nationalen Meistertitel durch einen geteilten 4.–7. Platz bei der Jugoslawischen Meisterschaft. 1951 gewann er als 18-Jähriger die erste Juniorenweltmeisterschaft U20, die die FIDE ausrichtete. In den Jahren 1964–1979 qualifizierte er sich fünf Mal für das Interzonenturnier und gelangte auch einmal, in Amsterdam 1964 (7. Platz), ins Kandidatenturnier. Er verlor im Viertelfinale (Bled 1965) gegen den Dänen Bent Larsen mit 2,5:5,5 (+1 =3 −4).
Ivkov gewann 1958 (geteilt mit Svetozar Gligorić), 1963 (geteilt mit Mijo Udovčić) und 1972 die jugoslawische Meisterschaft.
Ivkov vertrat von 1956 bis 1980 Jugoslawien bei zwölf Schacholympiaden und wurde mit seiner Mannschaft sechsmal Silbermedaillen- und viermal Bronzemedaillengewinner. Als Einzelspieler gewann er bei den Olympiaden 1962 an Brett 4 und 1970 an Brett 2 Gold für das jeweils beste Einzelergebnis an seinem Brett, außerdem gewann er je eine individuelle Silber- und Bronzemedaille.
Zwischen 1957 und 1980 nahm er an sechs Mannschaftseuropameisterschaften teil, er gewann 1973 in Bath die Einzelwertung am zweiten Brett und erreichte mit der Mannschaft 1965 in Hamburg und 1973 jeweils den zweiten Platz. 1970 wurde er beim Wettkampf UdSSR gegen den Rest der Welt am zehnten Brett der Weltauswahl aufgestellt und unterlag Paul Keres mit 1:3.
In der deutschen Schachbundesliga spielte Ivkov in der Saison 1983/84 bei Königsspringer Frankfurt, der jedoch seine Mannschaft nach fünf von 15 Runden zurückzog. In der spanischen Mannschaftsmeisterschaft spielte er 1990 am Spitzenbrett von CA Endesa Ponferrada, mit Partizan Belgrad nahm er 1976 und 1986 am European Club Cup teil.
Sein bestes Turnierergebnis erzielte Ivkov 1965 in Zagreb, als er mit Wolfgang Uhlmann den ersten Platz teilte und den amtierenden Weltmeister Tigran Petrosjan hinter sich ließ. Ivkov gewann fünf Mal die Meisterschaft Jugoslawiens. 2006 wurde er in Davos Europameister der Senioren.
Aufgrund seiner internationalen Erfolge erhielt er von der FIDE 1954 den Titel Internationaler Meister, 1955 den Titel Großmeister.
Nach dem im Dezember 2013 in Poděbrady ausgetragenen Wettkampf Snowdrops vs. Old Hands hatte Ivkov keine Elo-gewertete Partie mehr gespielt und wurde daher bei der FIDE als inaktiv geführt. Vor Einführung der Elo-Zahl betrug seine beste historische Elo-Zahl 2715; er erreichte sie im Oktober 1956.

## Partiebeispiel
|   | a | b | c | d | e | f | g | h |   |
| 8 |   |   |   |   |   |   |   |   | 8 |
| 7 |   |   |   |   |   |   |   |   | 7 |
| 6 |   |   |   |   |   |   |   |   | 6 |
| 5 |   |   |   |   |   |   |   |   | 5 |
| 4 |   |   |   |   |   |   |   |   | 4 |
| 3 |   |   |   |   |   |   |   |   | 3 |
| 2 |   |   |   |   |   |   |   |   | 2 |
| 1 |   |   |   |   |   |   |   |   | 1 |
|   | a | b | c | d | e | f | g | h |   |

In der folgenden Partie besiegte Ivkov mit den schwarzen Steinen beim Turnier in Santiago 1959 den späteren Weltmeister Bobby Fischer.
Fischer–Ivkov 0:1
Santiago, 22. April 1959
Französische Verteidigung (Winawer-Variante), C16
1. e4 e6 2. d4 d5 3. Sc3 Lb4 4. e5 Se7 5. a3 Lxc3+ 6. bxc3 b6 7. Dg4 Sg6 8. Lg5 Dd7 9. h4 h6 10. Ld2 h5 11. Df3 Da4 12. Ld3 La6 13. g4 hxg4 14. Dxg4 Lxd3 15. cxd3 Sc6 16. Dg5 Sce7 17. h5 Sf5 18. Se2 Sge7 19. Sg3 0–0–0 20. Dg4 Tdf8 21. Th3 Kb8 22. Lg5 Dc2 23. Tc1 Db2 24. a4 Da3 25. Dd1 Sxg3 26. fxg3 Sc6 27. h6 gxh6 28. Lf6 Thg8 29. Kf2 Tg6 30. Dc2 Tfg8 31. Tb1 Df8 32. a5 Sxa5 33. Da4 Ka8 34. Tb5 De8 35. c4 Sc6 36. Da1 dxc4 37. dxc4 Dd7 38. c5 Dxd4+ 39. Dxd4 Sxd4 40. Tb4 Sf5 41. c6 Tg4 42. Txg4 Txg4 43. Th1 a5 44. Tg1 a4 45. Td1 Td4 46. Tg1 Td2+ 47. Kf3 Td3+ 48. Kf4 Txg3 49. Tc1 Td3 50. Kg4 a3 51. Ta1 b5 52. Tb1 a2 0:1